# Act of Depression
Act of Depression — перший студійний альбом американського гурту Underoath, випущений 4 липня 1999 року і перевиданий 20 серпня 2013 року.

## Треклист
| #     | Назва                                                                    | Тривалість |
| ----- | ------------------------------------------------------------------------ | ---------- |
| 1.    | «Heart of Stone»                                                         | 5:50       |
| 2.    | «A Love So Pure»                                                         | 10:39      |
| 3.    | «Burden in Your Hands»                                                   | 6:28       |
| 4.    | «Innocence Stolen»                                                       | 6:35       |
| 5.    | «Act of Depression»                                                      | 10:23      |
| 6.    | «Watch Me Die»                                                           | 6:56       |
| 7.    | «Spirit of a Living God» (прихований трек; іноді підписаний як «Praise») | 9:08       |
| 55:55 |                                                                          |            |